# غوشنة جميلة
غوشنة جميلة (الاسم العلمي: Morchella pulchella) هي نوع من الفطريات يتبع جنس الغوشنة من الفصيلة الغوشنية.